# Baccanale con un tino
Baccanale con un tino è un'incisione a bulino e puntasecca (29,9x43,7 cm) di Andrea Mantegna, databile tra il 1475 e il 1480 circa e conservata nel Metropolitan Museum di New York.

## Storia
L'opera è una delle migliori fra una decina di incisioni assegnate o attribuite a Mantegna, delle quali parla anche Vasari nelle Vite. Molto difficile è la datazione di queste opere, che spesso venivano tratte da dipinti e affreschi che in molti casi sono andati perduti. Per esempio il Baccanale, che fa coppia con il Baccanale con sileno in una collezione privata di Chatsworth (UK), viene messa in relazione a un fregio ad affresco che poteva far parte della decorazione di una delle residenze marchionali distrutte, come Cavriana, Goito (a cui lavorò nel 1458-1460 circa) o Revere (1463-1464) o ancora Bondanello (1478 circa). Altri infine collocano l'attività incisoria alla fase più tarda della produzione dell'artista, dopo il viaggio a Roma, come suggerirebbe la somiglianza con dei sarcofagi nella collezione dei Della Valle e nella chiesa di Santa Maria Maggiore. Forse Mantegna creò queste stampe per una semplice coltivazione dei propri interessi personali, magari nella fase tarda della sua attività artistica.
Spesso l'opera viene associata anche alla Zuffa di dei marini, sempre a Chatsworth.

## Descrizione e stile
Il Baccanale mostra una serie di personaggi quali satiri, putti e uomini che, all'ombra di una vite, prendono parte a un baccanale. Perno della scena è il tino da cui sgorga il vino, dove si trovano seduti due personaggi in atteggiamento lascivo e un putto si affaccia per prendere il vino. Altri due putti stanno addormentati per l'ubriachezza in basso al centro, mentre due figure a destra sono intente a bere con coppe, scodelle e un corno: uno dei due danza nella pozzanghera del vino rovesciato. Più complessa appare l'interpretazione del gruppo a sinistra, dove un giovane eroe, accanto a una cornucopia, sta per essere incoronato di alloro da un vecchio (Anchise?) tenuto sulle spalle da un giovane. Nella sfrenata scena Mantegna descrisse momenti di beato abbandono ai vizi, presentando con efficacia un mondo dominato dagli istinti più bassi.
Mantegna riformulò il modello classico aggiornandolo secondo la sua sensibilità, senza intenzioni di correttezza filologia antiquaria. 
Lo sfondo scuro fa risaltare le figure chiare, con un chiaroscuro più incisivo di quello usato nei disegni e in pittura, che fa spiccare i personaggi come rilievi scultorei.